# Clutieae
Clutieae es una tribu de plantas de flores perteneciente a la familia Euphorbiaceae. Comprende dos géneros.

## Géneros
- Clutia
- Kleinodendron